# Protosticta khaosoidaoensis
Protosticta khaosoidaoensis är en trollsländeart som beskrevs av Syoziro Asahina 1984. Protosticta khaosoidaoensis ingår i släktet Protosticta och familjen Platystictidae. IUCN kategoriserar arten globalt som sårbar. Inga underarter finns listade i Catalogue of Life.